# Stelis serra
Stelis serra är en orkidéart som beskrevs av John Lindley. Stelis serra ingår i släktet Stelis och familjen orkidéer. Inga underarter finns listade i Catalogue of Life.